# Bill Kroyer
William Kroyer (né le 25 novembre 1950), surnommé Bill, est un réalisateur américain de publicités d'animation et d'infographie, de courts métrages, de générique de films et de films de théâtre. Lui et Jerry Rees étaient les principaux animateurs des séquences CGI de Tron. Il est actuellement chef du département d'arts numériques du Lawrence and Kristina Dodge College of Film and Media Arts de l'Université Chapman.

## Biographie
William Kroyer est né le 25 novembre 1950 à Chicago. Kroyer a commencé sa carrière dans le monde de l'animation en 1975 dans un petit studio commercial pour des publicités. En 1977, il est engagé aux studios Disney comme animateur sur Rox et Rouky (1981). Durant la production, il rejoint une équipe travaillant sur les storyboards de Tron (1982).. C'est alors qu'il rencontre le futur réalisateur de Tron, Steven Lisberger, qui travaille sur Animalympics. Une fois Animalympics terminé, Lisberger développe l'idée de Tron et la vend à Disney. Peu après, Kroyer quitte Disney car il ne veut pas travailler sur Taram et le Chaudron magique (1985).
Une fois Tron terminé, Kroyer décide de rester dans le domaine de l'animation par ordinateur au lieu de l'animation traditionnelle et travaille chez Robert Abel and Associates puis Digital Productions . En 1986, avec sa femme Susan, aussi une ancienne animatrice de Disney, ils fondent Kroyer Films pour combiner l'animation par ordinateur et l'animation dessinée à la main. Ils réalisent un court métrage intitulé Technological Threat ; nommé pour un Oscar en 1988, et conservé par l'Academy Film Archive en 2008.
Une fois Technological Threat terminé, Kroyer décide de continuer à produire des films d'animation par ordinateur tels que Jetsons : The Movie et Razmoket à Paris : The Movie.
Il a réalisé la série d'animation Computer Warriors : The Adventure Begins en 1990 puis FernGully : The Last Rainforest en 1992. Il devait initialement diriger Quest for Camelot, mais a quitté le projet en raison de différences créatives.
Peu de temps après, il rejoint la société Rhythm and Hues Studios (en) en tant que directeur principal de l'animation et supervise l'animation CGI pour des films tels que Garfield, Scooby Doo, Cats & Dogs et The Flintstones dans Viva Rock Vegas.
Début 2009, il commence à enseigner au Dodge College of Film and Media Arts de l'Université Chapman à Orange, en Californie.
En 2017, lui et son épouse Susan sont devenus le premier couple à recevoir le June Foray Award de l'International Animation Society pour leur « contribution à l'art et à l'industrie de l'animation ».

## Filmographie (partielle)
- 1980 : AnimalOlympic : directeur d'animation, animateur
- 1982 : Tron : scénarimages de production, chorégraphie d'images informatiques
- 1985 : Starchaser : La Légende d'Orin (en) : planificateur d'animation par ordinateur, animateur clé
- 1988 : Technological Threat (en) : scénariste, réalisateur, producteur, animation par ordinateur
- 1990 : Jetsons : The Movie : animateur informatique : animation de véhicules
- 1990 : Computer Warriors (série télévisée) : scénariste, réalisateur
- 1992 : Les Aventures de Zak et Crysta dans la forêt tropicale de FernGully : réalisateur
- 1999 : La Ligne verte : superviseur d'animation : Rhythm & Hues
- 2000 : Les Pierrafeu à Rock Vegas : réalisateur de l'animation CG : Rhythm & Hues
- 2000 : Les Razmoket à Paris, le film : réalisateur de l'animation CG : Rhythm & Hues